# 市街戦 (1936年の映画)
『市街戦』（しがいせん、Beloved Enemy）は、1936年のアメリカ合衆国のドラマ映画である。
独立戦争下のアイルランドを舞台とする。
『吾が捧げし命』の邦題もある。

## キャスト
- ヘレン・ドラモンド - マール・オベロン
- デニス・リアダン - ブライアン・エイハーン（英語版）
- キャスリーン・オブライエン - カレン・モーリー
- ティム・オルーク - ジェローム・コウアン
- ジェラルド・プレストン - デヴィッド・ニーヴン
- アスリー卿 - ヘンリー・スティーブンソン
- リアム・バーク - ドナルド・クリスプ
- ジェリー・オブライエン - レイ・ハウルド
- ライアン - グランヴィル・ベイツ
- ルーニー - パトリック・J・ケリー
- コナー - レオ・マッケーブ
- パトリック・キャラハン - パット・オマリー
- ケーシー - ジャック・マルホール
- ローダー大佐 - クロード・キング
- ソーントン - ウィンダム・スタンディング
- ペリンズ - ロバート・ストレンジ
- クランプ - ライオネル・ペープ
- ホール - ジョン・バートン
- ホーキンス - レイランド・ホジソン
- マーフィー - デイヴィッド・トーレンス
- ショーン・オブライエン - セオドア・フォン・エルツ

## スタッフ
- 監督：H・C・ポッター（英語版）
- 製作：サミュエル・ゴールドウィン
- アソシエイト・プロデューサー：ジョージ・ヘイト
- 脚本：ジョン・L・ボルダーストン（英語版）、ローズ・フランケン（英語版）、ウイリアム・ブラウン・メロニー（英語版）
- 台詞：デイヴィッド・ヘルツ
- 撮影：グレッグ・トーランド
- 音楽監督：アルフレッド・ニューマン